# F.EE-Gruppe
Die F.EE-Gruppe (kurz für Fleischmann Elektrotech Engineering-Gruppe) ist ein international agierendes Unternehmen im Bereich Automatisierungstechnik, Elektrotechnik, Energietechnik, Software und Maschinenbau mit Sitz im bayerischen Neunburg vorm Wald.

## Geschichte
Den Grundstein für die heutige Unternehmensgruppe legte Hans Fleischmann im Jahr 1982. Die Umfirmierung in F.EE GmbH und Verlagerung der Firmenzentrale nach Neunburg vorm Wald im Landkreis Schwandorf erfolgte im Jahr 1990. Bereits in den 1990er Jahren begann F.EE mit der Expansion im Inland und auch im Ausland. So wurde 1991 eine Niederlassung in Frankfurt am Main und in den folgenden Jahren Weitere in Birmingham und im mexikanischen Guadalajara gegründet.
Im Jahr 2000 kam zu den bisherigen Aktivitäten der Geschäftsbereich Informatik + Systeme hinzu. Das Unternehmen setzte auch in den nächsten Jahren den Expansionskurs mit weiteren Niederlassungen in Köln, Barcelona und Bremen fort.
Der Markteintritt in den Vereinigten Staaten erfolgte 2008 mit der Eröffnung eines Standortes in Spartanburg im Bundesstaat South Carolina, der 2011 nach Chattanooga verlagert wurde.
In der Türkei wurde 2012 ein Standort in İzmit in der Provinz Kocaeli eröffnet.
Im Jahr 2018 ist die Unternehmensgruppe mit insgesamt neun internationalen Standorten in China, Großbritannien, Kroatien, Mexiko, Spanien, Türkei, Nigeria und den USA vertreten.

## Unternehmensstruktur
Die F.EE-Gruppe gliedert sich in folgende vier Bereiche:
- Elektrotech Engineering
- Automation Robotik
- Energietechnik
- Informatik + Systeme

Der Bereich Elektrotech Engineering konzentriert sich auf Projektierung und Vertrieb, Hardware Engineering, Software, Fertigung, Montage und den Einkauf. Der zweite Bereich, Automation und Robotik, beschäftigt sich mit Vertrieb und Fertigungsanleitung, Konstruktion, Fertigung, Montage und Einkauf.
Die Sektion Energietechnik befasst sich mit Projektierung und Vertrieb, Planung, Fertigung und Montage.
Der vierte Geschäftsbereich Informatik + Systeme behandelt den Vertrieb, Entwicklung EDV-Systemhaus und Support.
Zu den Kunden der Unternehmensgruppe zählen die Automobil- und Zulieferindustrie, mittelständische Unternehmen verschiedener Branchen sowie Energieversorger und Kommunen.

## Auszeichnungen
- Preisträger bei Bayerns Best 50 2003, 2008, 2011 und 2014